# 신항 묘
신항 묘는 대한민국 경기도 의정부시 신곡동에 있다. 1986년 3월 14일 의정부시의 향토문화재 제7호로 지정되었다.

## 개요
신항(申沆, 1477~1507)은 조선시대 문신으로 신숙주의 증손이다. 1490년 (성종 21년) 성종의 제1녀 혜숙옹주를 아내로 맞으면서 고원위(高原尉)에 봉해졌다. 묘는 부인인 혜숙옹주와 쌍분으로 이루어져 있으며, 묘비와 상석, 향로석, 장명등 등이 남아있다. 묘역 입구에는 신도비가 있는데 마모가 심하여 비문을 확인하기에는 어려움이 있다.